# Веллингер, Андреас
А́ндреас Ве́ллингер (нем. Andreas Wellinger, род. 28 августа 1995 года, Рупольдинг, Германия) — немецкий прыгун с трамплина, двукратный олимпийский чемпион (2014, 2018), двукратный чемпион мира, четырёхкратный серебряный призёр чемпионатов мира.

## Карьера
Веллингер дебютировал в Кубке мира 24 ноября 2012 года на нормальном трамплине в Тронхейме. Он лидировал после первого раунда, однако в итоге опустился на пятую позицию. В том же году он выиграл командные соревнования на большом трамплине и два раза поднимался на подиум в индивидуальных соревнованиях в Сочи и Энгельберге. Свой первый сезон в Кубке Мира он завершил на 20-м месте в общем зачете.
Летом 2013 года Андреас выиграл Летний Гран-При, обойдя своего преследователя Ернея Дамьяна на 21 балл.
В 2014 году на ОИ в Сочи выиграл командное золото вместе с Зеверином Фройндом, Маринусом Краусом и Андреасом Ванком. В индивидуальных соревнованиях на ОИ он занял 45 и 6 места на большом и нормальном трамплинах соответственно.
Сезон 2014/2015 для Андреаса начался довольно удачно. На этапе-открытии в Клингентале он занял третье место, но, к несчастью, на следующем этапе, который проводился в финской в Руке, он неудачно упал и сломал ключицу, вследствие чего ему пришлось пропустить большую часть сезона. Его первое появление на КМ после травмы произошло 6 марта в финском Лахти.
В 2015 году Веллингер занял второе место на Юниорском чемпионате мира в Алматы как в индивидуальных, так и в командных соревнованиях.
В январе 2016 года он вместе с немецкой командой занял второе место на Чемпионате Мира по полетам в командных соревнованиях.
Сезон 2016/2017 стал успешным для Андреаса. Он одержал свою вторую победу на этапах КМ, также завоевал одну золотую и две серебряные медали на ЧМ в Лахти. Помимо этого, он оказывался на подиуме индивидуальных соревнований 12 раз, тем самым он стал полноправным лидером немецкой сборной. Кроме этого, 18 марта 2017 года в Викерсунде Веллингер установил национальный рекорд Германии, который составил 245 метров, однако вскоре (25 марта 2017) этот рекорд был побит Маркусом Айзенбихлером (248 м).
На зимних Олимпийских играх в Корее Андреас Веллингер завоевал золотую медаль в личном первенстве на трамплине К-98. Таким образом став двукратным олимпийским чемпионом.

## Результаты выступления в Кубке Мира

### Итоговые положения по результатам сезона
| Сезон   | Общий зачет | T4T | SF | RA | W5 | P7 | NT |
| ------- | ----------- | --- | -- | -- | -- | -- | -- |
| 2012/13 | 20          | 9   | 45 | -  | -  | -  | -  |
| 2013/14 | 9           | 10  | 12 | -  | -  | -  | -  |
| 2014/15 | 35          | -   | -  | -  | -  | -  | -  |
| 2015/16 | 17          | 12  | -  | -  | -  | -  | -  |
| 2016/17 | 4           | 22  | 2  | 3  | -  | -  | -  |
| 2017/18 | 6           | 2   | 26 | 19 | 5  | 16 | -  |

### Победы
|   | Сезон   | Дата       | Этап         | HS    |
| - | ------- | ---------- | ------------ | ----- |
| 1 | 2013/14 | 16.01.2014 | Висла        | HS134 |
| 2 | 2016/17 | 29.01.2017 | Виллинген    | HS147 |
| 3 | 2017/18 | 03.12.2017 | Нижний Тагил | HS134 |
| 4 | 2022/23 | 11.02.2023 | Лейк-Плэсид  | HS128 |
| 5 | 2022/23 | 18.02.2023 | Рышнов       | HS97  |

## Результаты выступлений на Олимпийских играх
| Позиция | День       | Год  | Место          | Трамплин      | К-point | HS     | Тип соревнований | Прыжок 1 | Прыжок 2 | Очки           | Отставание | Победитель |
| ------- | ---------- | ---- | -------------- | ------------- | ------- | ------ | ---------------- | -------- | -------- | -------------- | ---------- | ---------- |
| 6.      | 9 февраля  | 2014 | Красная Поляна | Русские горки | K-95    | HS-106 | Индивидуальные   | 106.0 m  | 125.8 m  | 257.1          | 20.9       | Камил Стох |
| 45.     | 15 февраля | 2014 | Красная Поляна | Русские горки | K-125   | HS-140 | Индивидуальные   | 117.0 m  | n/a      | 96.6           | 182.1      | Камил Стох |
| 1.      | 17 февраля | 2014 | Красная Поляна | Русские горки | K-125   | HS-140 | Командные        | 133.0 m  | 134.5 m  | 1041.1 (259.2) | —          | —          |
| 1.      | 10 февраля | 2018 | Пхёнчхан       | Альпензия     | K-98    | HS-109 | Индивидуальные   | 104.5 m  | 113.5 m  | 259.1          | —          | —          |
| 1.      | 17 февраля | 2018 | Пхёнчхан       | Альпензия     | K-125   | HS-142 | Индивидуальные   | 135.5 m  | 142.0 m  | 282.3          | 3.4        | Камил Стох |
| 3.      | 19 февраля | 2018 | Пхёнчхан       | Альпензия     | K-125   | HS-142 | Командные        | 140.0 m  | 134.5 m  | 1075.7 (284.2) | 22.8       | Норвегия   |

## Результаты выступлений на Чемпионатах мира
| Позиция | День       | Год  | Место | Трамплин     | К-point | HS     | Тип соревнований | Прыжок 1 | Прыжок 2 | Очки           | Отставание | Победитель   |
| ------- | ---------- | ---- | ----- | ------------ | ------- | ------ | ---------------- | -------- | -------- | -------------- | ---------- | ------------ |
| 17.     | 21 февраля | 2015 | Фалун | Lugnet       | K-90    | HS-100 | Индивидуальные   | 91.0 m   | 90.5 m   | 226.0          | 26.7       | Руне Вельта  |
| 2.      | 25 февраля | 2017 | Лахти | Salpausselkä | K-90    | HS-97  | Индивидуальные   | 96.5 m   | 100.0 m  | 268.7          | 2.1        | Штефан Крафт |
| 2.      | 2 марта    | 2017 | Лахти | Salpausselkä | K-116   | HS-130 | Индивидуальные   | 127.5 m  | 129.0 m  | 278.0          | 1.3        | Штефан Крафт |
| 4.      | 4 марта    | 2017 | Лахти | Salpausselkä | K-116   | HS-130 | Командные        | 130.5 m  | 119.0 m  | 1052.9 (276.1) | —          | —            |